# Min kära hustru
Min kära hustru, som också brukar kallas De sju barnen, är en visa av religiös karaktär som skrevs 1893 av svensk-amerikanen John Johnson Daniels och trycktes 1897 i Örebro i sånghäftet "Berättelsesånger". Den utgavs återigen 1927 i Minneapolis, USA.